# Heterixalus punctatus
Heterixalus punctatus és una espècie de granota de la família dels hiperòlids que viu a Madagascar.